# 이와자키 게이고
이와자키 게이고(일본어: 岩崎 圭吾, 2004년 11월 29일~)는 일본의 축구 선수이다.

## 구단 경력
그는 2022년 J3리그의 아술 클라로 누마즈에 입단했다. 2024년 3월 일본 지역 리그의 가쿠난 F Mosuperio로 임대 이적했다. 2025년 아술 클라로 누마즈로 복귀했다.